# 蝦蟇の油 (落語)
『蝦蟇の油』または『蟇の油』（がまのあぶら）は古典落語の演目。
「ガマの油」を売る香具師が主人公で、酒に酔ったために口上売りが失敗する様子を描く。
もとは『両国八景』という演目の一部だったものが、独立して一席の落語となった。
3代目春風亭柳好の「十八番」だったとされる。また、5代目古今亭志ん生は、朝太のころの正月、東京の二ツ目という触れ込みで浜松の寄席を巡業中にこの演目を出して喝采を浴びたが、翌朝宿に4、5人の香具師が押しかけ、この落語のせいで売れ行きが激減したという因縁を付けられたエピソードを著書に記している。

## あらすじ
主人公は口上を蕩々と語り、腫れ物が治る上に切り傷の血もぴたりと止まると効能をうたってガマの油を売る男。儲けた金で酒を飲み、ベロベロに酔って両国橋を通りかかると、ここでもうひと儲けできそうだと件の口上をしゃべり始める。しかし酒のせいで呂律が回らず、話す内容も段々おかしくなってくる。血止めの効能を見せるため自分の腕に刀を当てると、本来なら切り傷に見せるトリックを使うはずが本当に切ってしまった。「驚くことはない、この通りガマの油をひと付け付ければ痛みが去って血も……止まらねえ。ふた付け付ければ……トホホ、お立ち会い」「何だ?」「お立ち会いの中に血止めはないか」